# Ujjas lúdfélék
Az ujjas lúdfélék (Anseranatidae) a madarak (Aves) osztályába és a lúdalakúak (Anseriformes) rendjébe tartozó család, melynek manapság már csak egy élő faja létezik.

## Rendszerezés
A családba az alábbi 1 élő nem és 1 fosszilis nem tartozik, mindkettő 1-1 fajjal:
- Anseranas Lesson, 1828
  - ujjas lúd (Anseranas semipalmata) (Latham, 1798) - típusfaj
- †Eoanseranas Worthy & Scanlon, 2009
  - †Eoanseranas handae Worthy & Scanlon, 2009 - késő oligocén-kora miocén; Ausztrália

A két fenti elfogadott faj mellett egyéb madarakat is megpróbáltak ide sorolni, azonban további kutatások kellenek ahhoz, hogy az idesorolásuk biztos legyen.